# Noé Pamarot
Noé Pamarot (Fontenay-sous-Bois, 1979. április 14. –) francia labdarúgó, jelenleg a spanyol másodosztályú Hércules CF játékosa.
Karrierjét az FC Martigues nevű francia kiscsapatban kezdte. Ezután egy jóval sikeresebbhez, az OGC Nice-hez igazolt.
A Nice-nél töltött időszak alatt, még csak kölcsönben, kipróbálta magát az angol bajnokságban, a Portsmouth FC csapatánál. 2004-ben végleg a szigetországba igazolt, a Tottenhamhez. A klub színeiben két gólt szerzett, egyet a bajnokságban, egyet a kupában, előbbit a Birmingham, utóbbit a Nottingham ellen.
2006 nyarán 7,5 millió fontért, valamint Sean Daviesért és Pedro Mendesért cserébe korábbi munkaadója, a Portsmouth játékosa lett. Első gólját az Arsenal ellen szerezte 2006 decemberében. A következő mérkőzésen, a Sheffield United ellen ismét gólt szerzett, ismét fejesből. Tavasszal, a Leeds ellen duplázott a ligakupában.
2009 nyarán, lejáró szerződése miatt ingyen, a spanyol másodosztály egyik élcsapatához, a Hérculeshez igazolt.